# Idyll

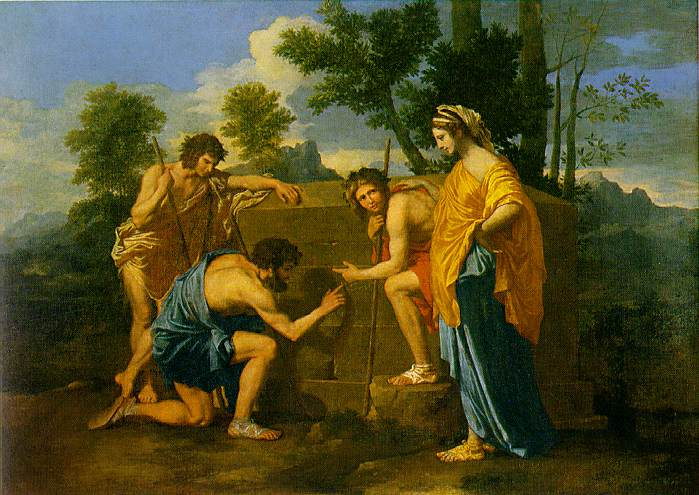
Nicolas Poussin: Les Bergers d’Arcadie ou Et in Arcadia ego (1640)

Der Begriff Idyll (n., von altgriechisch εἰδύλλιον eidýllion, ursprünglich „Bildchen“, dann „kleines Gedicht“), auch Idylle (f.), bezeichnet umgangssprachlich ein harmonisch verklärtes ländliches Leben. Man meint damit meist ein Bild oder einen Zustand, die auf den Betrachter beschaulich und friedlich wirken. Gestellte reizvolle Landschaftsaufnahmen, die häufig Burgen, Schlösser und einprägsame Naturobjekte oder Kulturlandschaften bildlich oder graphisch darstellen und in denen störende Objekte ausgeblendet bleiben, werden als Postkartenidylle bezeichnet.
Daneben bezeichnet die Idylle (oder das Idyll) eine Gattung der Epik, die ebenso wie die umgangssprachliche Verwendung auf die Idylle (Εἰδύλλια Eidýllia) des altgriechischen Dichters Theokrit zurückgeht, in denen er in Form von Hirtengedichten (Bukolik) das ländliche Leben zum Hauptgegenstand machte. Die literarische Gattung der Idylle muss von dem gattungsübergreifenden Phänomenbereich des Idyllischen unterschieden werden, der in der Regel ein Komplex aus Merkmalen darstellt.

## Geschichte der literarischen Gattung der Idylle
Römische Dichter wie Vergil und Catull oder der englische Dichter Tennyson haben diese Dichtung nachgeahmt. In der deutschsprachigen Literatur hatte die Idylle im 18. Jahrhundert eine Blütezeit. Besonders einflussreich war etwa Salomon Gessner. Ende des 18. und Anfang des 19. Jahrhunderts begann man mit der Umdeutung der Idylle, teils mit gesellschaftskritischer Absicht wie bei Johann Heinrich Voß, teils mündend in eine bürgerliche Idylle wie in Johann Wolfgang Goethes Hermann und Dorothea (1797) oder gar ganz in ein städtisches Milieu verpflanzt wie in Johann Martin Usteris De Herr Heiri oder in Jonas Breitensteins Der Her Ehrli. Zur literarischen Idylle gehört der Topos des locus amoenus, des lieblichen Ortes, oft an einem abgelegenen Quell oder in einem ruhigen Hain gelegen. Eng verbunden ist die Idylle – zumindest in modernen Imagination – mit der Vorstellung eines mythischen Arkadien, einem Ort jenseits aller gesellschaftlichen Zwänge.
Johann Heinrich Voß löste den Begriff von der Bindung an das Landleben und vor allem vom Stimmungsgehalt der „heilen Welt“ und des harmonischen Miteinanders. Seine Idyllen stellen menschliche Grundhaltungen wie Liebe, Zufriedenheit, aber auch Aberglauben oder Freiheitsstreben in leicht überschaubaren Szenen dar. Mit seinem „ländlichen Gedicht in drei Idyllen“ Luise bahnte er den Weg zum Klein-Epos, das mit Goethes Hermann und Dorothea begann und sogleich den Gipfel erreichte. Im Unterschied zur statischen Idylle schildert das Klein-Epos ein Geschehen, in dem ein unvorhergesehenes Ereignis zu neuen Entwicklungen führt.
Innerhalb der amerikanischen Literatur hat die Idylle mit der Amish Romance Novel seit den 2000er Jahren eine gewisse Wiederbelebung gefunden.